# Dorottya Zsófia parmai hercegné
Dorottya Zsófia (Neuburg an der Donau, Pfalz–Neuburgi Hercegség, 1670. július 5. – Parma, Parmai Hercegség, 1748. szeptember 15.), pfalz–neuburgi hercegnőként született, mint a későbbi Fülöp Vilmos választófejedelem leánya. 1690-ben lett a parmai trónörökös, Odoardo Farnese felesége, majd a herceg hirtelen halála utána annak testvére, Francesco Farnese vette feleségül. Az uralkodó herceg mellett Parma és Piacenza hercegnéje volt 1695 decemberétől férje 1727 májusában bekövetkezett haláláig.
Egyetlen felnőttkort megért gyermeke első házasságából származott, ő Erzsébet spanyol királyné volt. Amikor unokája, Károly infáns megörökölte Parmát, Dorottya Zsófia kormányzott az ifjú nevében régensként.

## Életrajza

### Családja, házasságai
A neuburgi kastélyban született 1670. július 5-én, a Wittelsbach-ház neuburgi ágának tagjaként. Apja Fülöp Vilmos pfalz–neburgi palotagróf (később választófejedelem), míg édesanyja Erzsébet Amália, II. György hesseni–darmstadti tartománygróf leánya volt. Ő volt szülei tizenhetedik gyermeke, utána még három testvére született.
Testvérei között van két későbbi pfalzi választófejedelem, János Vilmos és III. Károly, valamint I. Lipót német-római császár harmadik felesége, Eleonóra Magdolna császárné, továbbá Mária Anna spanyol és Mária Zsófia portugál királynék is.
1690. szeptember 17-én házasodott meg II. Ranuccio parmai herceg fiával és örökösével, Odoardo Farnese koronaherceggel. A menyegzőjük az ország történetének leggrandiózusabb esküvője lett annak fennállása alatt. A hercegné szinte egyből teherbe is esett és 1691 decemberében megszülte eső gyermeküket, Alessandro Ignaziót. Második gyermekük születése 1692 októberére esett, ő lett később V. Fülöp spanyol király második felesége, Erzsébet spanyol királyné. 1693. augusztus 5-én elsőszülött fia azonban váratlanul meghalt, majd azon év szeptember 6-án férje is követte.
Dorottya Zsófia 1696. december 7-én másodjára is megházasodott: új hitvese korábbi sógora, II. Ranuccio második fia, Francesco Farnese lett, aki 1694 óta ült a Parmai Hercegség trónján. A házassághoz Francesco azért ragaszkodott, mert nem akart lemondani a hercegnő hozományáról. Kapcsolatuk a herceg haláláig, 1727 februárjáig tartott, ám gyermektelen maradt.

### Parma és Piacenza régense
1731. január 20-án sógora, a férje halála után a hercegi címet birtokló Antonio Farnese elhunyt. Halálát megelőzően bejelentették, hogy felesége, Enrichetta d’Este várandós. Így a halála után megalakult a kormányzótanács Enrichetta régensségével. Döntés született arról is, hogy amennyiben a születendő gyermek leány, úgy a hercegi cím Dorottya Zsófia unokájára, az akkor tizenkét esztendős Károlyra száll.
Az özvegy hercegné és leánya, Erzsébet spanyol királyné, hogy érvényt szerezzenek Károlynak a mielőbbi trónra lépéshez, kétségbe vonták Enrichetta terhességét. A régensnőt azonban Ausztria is támogatta, mivel a császár meg akarta akadályozni Spanyolország Parmára gyakorolt befolyását. Végül spanyol kérésre Enrichettát 1731 májusában megvizsgálták az orvosok, és megerősítették terhességét. Ezzel folytatódott régenssége.
Spanyolország követelte, hogy Enrichetta szülése nyilvános legyen, mivel terhessége közügynek minősül. Szeptember 13-án a régensnőt ismét megvizsgálták, és megállapították, hogy valójában nem is terhes, ezzel kihalt a Farnese-ház. Mivel a császár is visszavonta Enrichetta támogatását, így megnyílt az út, hogy az ifjú herceg mellett az ország ügyeinek intézője és az új régens Dorottya Zsófia legyen.
Az özvegy 1735-ig kormányzott a hercegségben, amikor az a lengyel örökösödési háború lezárultával végül a Habsburg Birodalomhoz került. Továbbra is Parmában maradt, itt is hunyt el 1748. szeptember 15-én, életének hetvennyolcadik évében. A Santa Maria della Steccata szentélyében temették el .

## Gyermekei
Dorottya Zsófiának csak első, Odoardo Farnesével való házasságából születtek gyermekei:
|    | Gyermeke                            | Született         | Elhunyt            | Megjegyzés |
| -- | ----------------------------------- | ----------------- | ------------------ | --- |
| 1. | Alessandro Ignazio Farnese          | 1691. december 6. | 1693. augusztus 5. | Kisgyermekként, egyéves korában hunyt el. |
| 2. | Elisabetta Farnese spanyol királyné | 1692. október 25. | 1766. július 11.   | 1714 szentestéjén kötött házasságot V. Fülöp spanyol királlyal. Házasságából összesen hét gyermek született. Tőle származik a Bourbon-ház parmai ága is. |